# Falconieri (famiglia)
La famiglia Falconieri è stata una nobile famiglia italiana, nota fin dal XIII secolo in Firenze, dove diede i natali ai santi Alessio e Giuliana Falconieri. Numerosi membri del ramo fiorentino, che si estinse nel XIX secolo, ricoprirono le massime magistrature comunali. Un ramo, trasferitosi con Paolo a Roma sul finire del Cinquecento, ebbe notevole fortuna e accumulò ingenti ricchezze, venendo insignito del titolo marchionale e dando alla Chiesa tre cardinali, Lelio, Alessandro e Chiarissimo. Fu l'unica famiglia a Roma, assimilabile ai marchesi di baldacchino, che ebbe in uso il titolo di principe romano pur senza possederlo realmente, rappresentato dal trattamento di don e donna davanti al proprio nome, dal privilegio di alzare il baldacchino con il proprio stemma con la corona principesca nel proprio palazzo e di potersi recare al cospetto del Santo Pontefice con le vesti proprie dei principi romani. Il casato, di cui il card. Chiarissimo fu l'ultimo rappresentante del ramo romano, per volontà testametaria dispose, nominando eredi i conti di Carpegna Gabrielli, rispettando il fidecommesso di Don Orazio Falconieri che aveva indetto in caso di estinzione della propria famiglia, dando origine al ramo dei principi di Carpegna Falconieri Gabrielli.

## Storia

### A Firenze

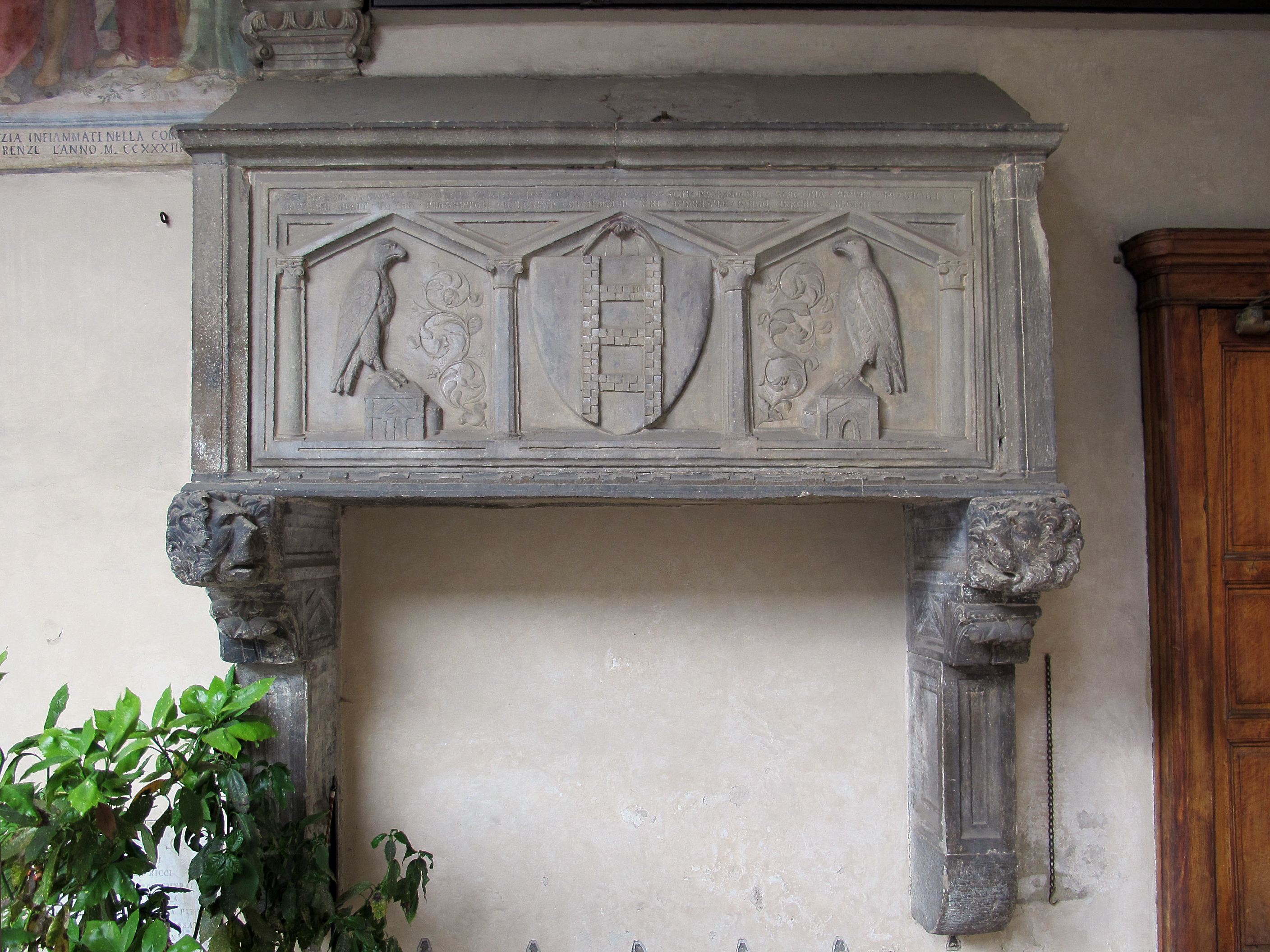
Sepolcro di Chiarissimo Falconieri, padre di Santa Giuliana, nel chiostro della Santissima Annunziata a Firenze

#### Origini
Il capostipite della famiglia, secondo la tradizione, sarebbe un Bernardo Falconieri vissuto a Firenze intorno al 1200, padre di Sant'Alessio, uno dei fondatori dei Servi di Maria, e di Chiarissimo, padre a sua volta di Santa Giuliana e fondatore della chiesa della Santissima Annunziata. Le origini storicamente accertate vedono la famiglia originaria di Fiesole e stabilita a Firenze nel quartiere di San Giovanni, tra le primarie di fazione guelfa.

#### La fortuna e il declino
Iscritta fin dal 1235 all'arte di Calimala, la famiglia fu nel corso del XIII secolo tra le principali famiglie di mercanti e banchieri di Firenze, affermata in ambito internazionale, operando nelle fiere di Champagne, in Fiandra e in Inghilterra e concedendo grossi prestiti al Papa e all'ordine cluniacense. Questo ruolo internazionale si riflesse nel peso politico a livello cittadino della famiglia, di cui numerosissimi membri furono Consiglieri, Anziani o Priori tra il 1251 e il 1301; tra questi si ricordano Cambio di Guido, uno dei capitani fiorentini a Montaperti, e Bandino, genero di Folco Portinari, che fu Priore nel 1283-1284, Consigliere per cinque volte e Podestà di Bergamo nel 1294. Per via dello schieramento tra i Bianchi, dall'inizio del Trecento le fortune politiche ed economiche della famiglia declinarono rapidamente: abbandonata l'attività bancaria, i Falconieri rimasero attivi solo nel commercio della lana, e nel corso del secolo ricoprirono il priorato una sola volta. Nel secolo successivo ottennero il priorato per quattro volte e furono per una volta gonfalonieri, con Paolo, nel 1498.

### A Roma

#### Il secondo apogeo: Paolo e Orazio

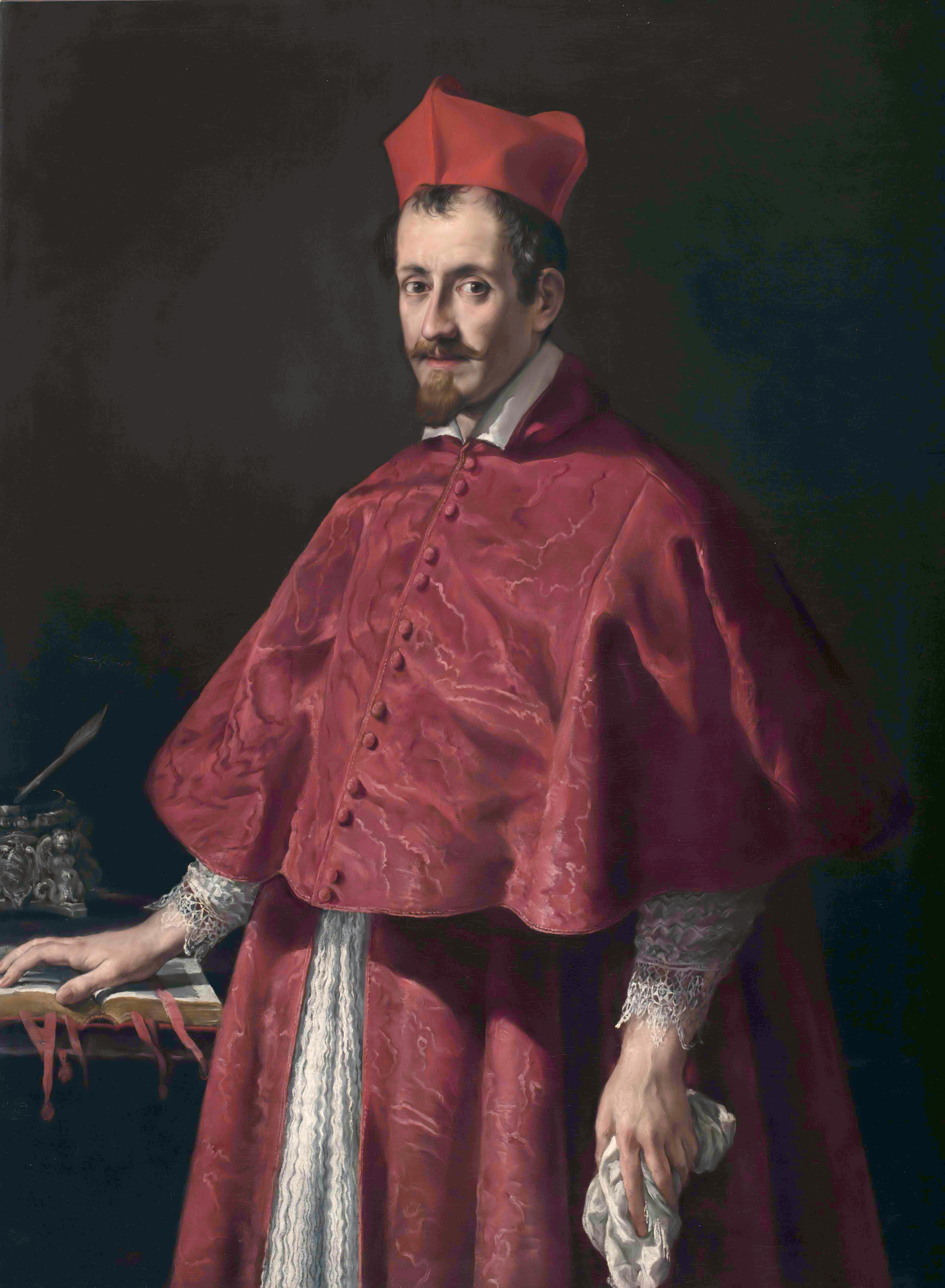
Il cardinale Giulio Sacchetti, cognato di Orazio Falconieri

Paolo Falconieri (1530-1602), figlio di Piero e di Alessandra Spini, si trasferì a Roma intorno al 1589, ottenendo grazie ai legami di parentela della sua prima moglie, Alessandra Rucellai, importanti appalti sotto i pontificati di Sisto V e Clemente VIII, soprattutto quelli delle gabelle del sale. Il primo figlio Pietro, che rinunciò alla primogenitura in favore del fratellastro Orazio, fu padre di Ottavio, accademico della Crusca, e Maddalena, che sposò Mario Gabrielli, fratello del cardinale Giulio. Dalla seconda moglie di Paolo, Maddalena degli Albizzi, nacquero Orazio e Lelio. Il primo proseguì nell'attività paterna, concludendo nel 1615 un ottimo matrimonio con Ottavia Sacchetti, sorella di Giulio Cesare che nel 1626 fu creato cardinale da papa Urbano VIII. Fu proprio questo legame che consentì a Lelio, che aveva intrapreso la carriera ecclesiastica, di essere consacrato arcivescovo dallo stesso Giulio Cesare nel 1634 e di giungere infine alla porpora cardinalizia nel 1643, sempre per mano di Urbano VIII. Orazio, dotato grazie alla sua attività finanziaria di grandissimi liquidi, acquistò numerosi immobili tra cui una villa a Frascati nel 1628, un palazzo a Roma nel 1638 e il castello di Torre in Pietra nel 1639; fu mecenate di Borromini, a cui commissionò i lavori di restauro della villa tuscolana, i lavori di ampliamento del palazzo su Via Giulia eseguiti tra il 1646 e il 1649, e quelli relativi alla cappella gentilizia in San Giovanni dei Fiorentini.

#### Discendenza di Orazio

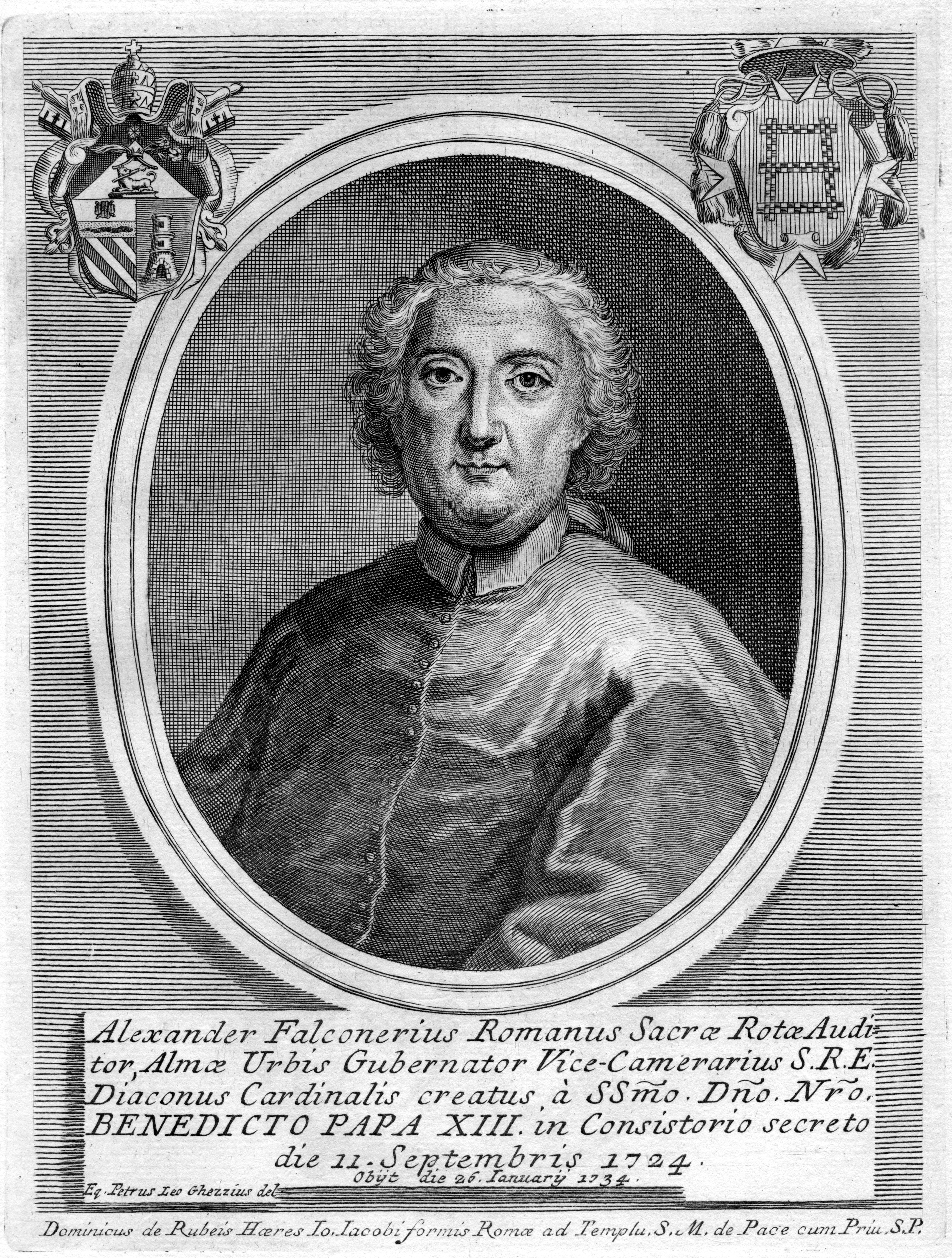
Il cardinal Alessandro Falconieri

Il figlio Paolo Francesco (1626-1696) sposò nel 1652 Vittoria del Bufalo: dalla coppia nacquero i fratelli Lelio e Alessandro. Lelio, marchese Falconieri, fu Conservatore di Roma nel 1684, 1688, 1693, 1705, 1711 e 1713; sposò Anna Maria Mellini, sorella del cardinale Savio. Sua sorella Ottavia sposò il marchese Antonio Gabrielli, figlio di Mario e Maddalena Falconieri, mentre suo fratello Alessandro, al culmine di una luminosa carriera prelatizia iniziata nel 1691, per le sue qualità di integerrimo amministratore fu nominato Governatore di Roma, carica che ricoprì dal 1717 al 1724, anno in cui fu nominato cardinale. Il marchese Mario Falconieri (1686-1731), figlio di Lelio e Anna Maria Mellini, fu Priore dei Caporioni nel 1706 e Conservatore nel 1719, 1722 e 1726 e sposò Costanza dei marchesi del Rosso. Suo figlio Orazio sposò Mobilia Muti Papazzurri, figlia del marchese Girolamo; fu Conservatore nel 1738, 1749, 1754 e 1758: durante la sua vita la sua famiglia entrò a far parte ufficialmente, con la bolla Urbem Romam del 1746, delle famiglie patrizie romane, rientrando anche nel novero di quelle coscritte. Il casato continuò con i marchesi Mario (1740-1799), Conservatore nel 1762, sposato a Giulia Mellini, e Alessandro Falconieri Mellini, sposato a Marianna Lante Montefeltro della Rovere. Sorella di quest'ultimo fu Costanza, sposata nel 1781 a Luigi Braschi Onesti, duca di Nemi e nipote del papa Pio VI.

#### Estinzione
Gli ultimi membri della famiglia furono i fratelli Orazio e Chiarissimo, figli di Alessandro e Marianna Lante: il primo morì senza eredi nel 1849, aprendo una grossa questione sul destinatario dell'ingente eredità legata al fidecommesso Falconieri, e il secondo abbracciò la carriera ecclesiastica, diventando arcivescovo di Ravenna nel 1826 e cardinale, il terzo della famiglia, nel 1838. Fu proprio lui, poco prima di morire, a designare come erede della sua famiglia il conte Luigi di Carpegna Gabrielli, discendente dei Gabrielli con cui i Falconieri si erano imparentati per due volte nel corso del Seicento, che aggiunse ai propri il cognome Falconieri e cambiò appellativo in Orazio, perpetuando il nome della casata. Suo figlio Guido Orazio, deputato e poi senatore del Regno d'Italia, ottenne nel 1910 il titolo di Principe, in rinnovamento di un titolo imperiale già appartenuto ai Carpegna ma anche in ossequio alla sua illustre ascendenza dal ramo dei Falconieri.

## Sepoltura

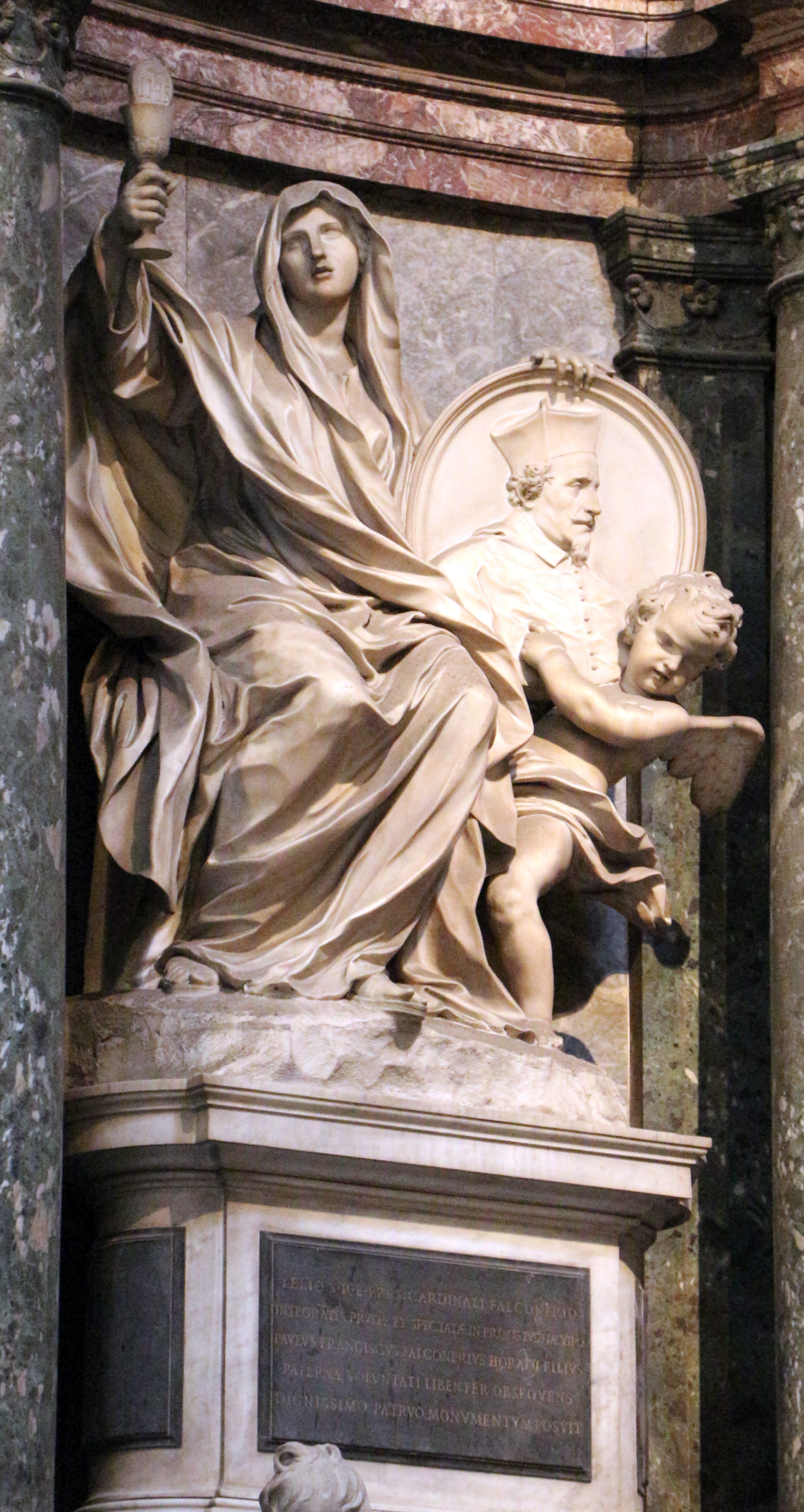
Ercole Ferrata, monumento funebre del cardinal Lelio Falconieri nella cappella Falconieri di San Giovanni dei Fiorentini

I Falconieri a Firenze esercitarono il giuspatronato sulla cappella già dedicata a San Donnino, oggi del Santissimo Sacramento e contenente le spoglie di Santa Giuliana Falconieri, nella basilica della Santissima Annunziata da loro fondata. La cappella era dotata di una pala d'altare di Matteo Rosselli, oggi sostituita da una di Vincenzo Meucci, e fu decorata con marmi pregiati su disegno del Fuga dopo la canonizzazione di Giuliana (1737).
A Roma i Falconieri ebbero come cappella gentilizia l'intero presbiterio di San Giovanni dei Fiorentini, con le sepolture nella cripta sottostante, dove riposa anche Francesco Borromini. La cappella fu voluta da Orazio e commissionata prima al Borromini e poi a Pietro da Cortona; sull'altar maggiore fu posto inizialmente un gruppo scultoreo raffigurante il Battesimo di Cristo, opera di Francesco Mochi, poi sostituito da un gruppo analogo di Antonio Raggi. Occupano le pareti laterali due pregiati monumenti funebri: a sinistra quello del cardinal Lelio, di Ercole Ferrata, e a destra quello di Orazio e sua moglie Ottavia Sacchetti, di Domenico Guidi.

## Personaggi illustri
- Sant'Alessio Falconieri (1200-1310), è stato uno dei Sette santi fondatori dell'Ordine dei Servi di Maria ed è venerato dalla Chiesa cattolica come santo
- Santa Giuliana Falconieri (1270-1341), appartenente all'Ordine dei Servi di Maria (OSM); è venerata come santa dalla Chiesa cattolica
- Lelio Falconieri (1585-1648), cardinale
- Orazio Falconieri (1579-1664), nobile e mecenate
- Paolo Falconieri (1634-1704), architetto
- Ottavio Falconieri (1636-1675), letterato
- Alessandro Falconieri (1657-1734), cardinale
- Costanza Falconieri (c.1764-c.1823), nobildonna
- Chiarissimo Falconieri Mellini (1794-1859), cardinale
- Guido Orazio di Carpegna Falconieri Gabrielli (1840-1919), politico

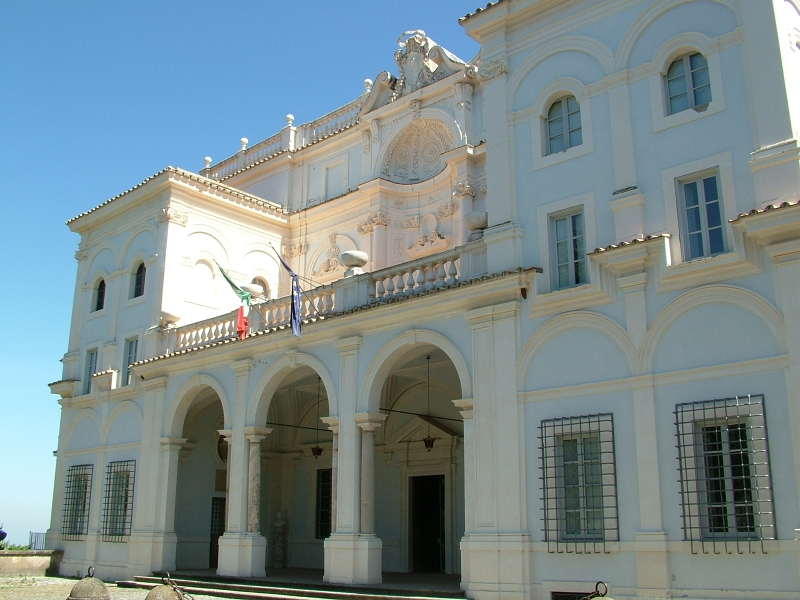
Villa Falconieri a Frascati

## Residenze
- Villa Falconieri, a Frascati
- Palazzo Falconieri, a Roma
- Castello di Torre In Pietra